# Reptile Database
De Reptile Database (voorheen The EMBL Reptile Database) is een online database waarin alle soorten reptielen zijn opgenomen, 11940 in totaal (peildatum augustus 2023). De database richt zich met name op de taxonomie, zoals de wetenschappelijke namen, verwantschappen, synoniemen, auteurs en eventuele ondersoorten. Ook bevat de database informatie over de soorten, zoals de verspreiding, eventuele triviale namen, afbeeldingen, een literatuurlijst en eventuele links naar websites met meer informatie. 
Omdat de Reptile Database niet is betrokken bij andere taxonomische websites, zoals ITIS, wijkt de taxonomie soms af. De site werd lange tijd gehost en ondersteund door het European Molecular Biology Laboratory (EMBL), maar in 2006 heeft EMBL zich teruggetrokken. De site wordt onderhouden door Peter Uetz (Research Center Karlsruhe) en Jakob Hallermann (Zoological Museum Hamburg).